# Johannes Christiaan Hoekendijk
Johannes Christiaan Hoekendijk (Garut, Java, 3 mei 1912 - New York, 26 juni 1975) was hoogleraar in de godgeleerdheid aan het Union Theological Seminary in New York en voorheen hoogleraar in de kerkenkunde en oecumenica aan de Rijksuniversiteit te Utrecht. Hij werd bekend om zijn boek De kerk binnenste buiten.
Hoekendijk was secretaris van de Nederlandse Zendingsraad en trad in 1949 in dienst van de Wereldraad van Kerken. In 1950 promoveerde hij bij Arnold van Ruler.
- Bibsys: 90739166
- Biografisch Portaal: 66285766
- CiNii: DA0414173X
- Gemeinsame Normdatei: 118705539
- International Standard Name Identifier: 0000 0003 8277 8774
- Library of Congress Control Number: n84050513
- Bibliotheek van het Japanse parlement: 00522658
- Nationale bibliotheek van Australië: 35285434
- Nederlandse Thesaurus van Auteursnamen: 068419627
- Réseau des bibliothèques de Suisse occidentale: 02-A012368993
- Système universitaire de documentation: 092126472
- Trove: 897684
- Virtual International Authority File: 266124842
- WorldCat: E39PBJkXBtrR8hRGRXXJtXkFKd